# August Menzel
August Friedrich Christian Alexander Menzel (* 27. August 1810 in Bayreuth; † 16. Dezember 1878 in Zürich) war ein deutsch-Schweizer Zoologe und Bienenzüchter.

## Leben
Als Sohn eines Professors für Neue Sprachen und Inhabers einer Privaterziehungsanstalt geboren, besuchte Menzel ein Privatinstitut und die Lateinschule sowie das Gymnasium in Bayreuth. Er studierte Medizin in Erlangen. Während seines Studiums wurde er 1830 Mitglied der Alten Erlanger Burschenschaft Germania. Nach dem Frankfurter Wachensturm 1833 wurde gegen ihn eine „strenge Untersuchung“ durchgeführt. Er konnte einer Verhaftung aber durch Flucht in die Schweiz entgehen, wo er Asyl erhielt. 1834 setzte er sein Studium in Zürich fort.
1839 erlangte er das Bürgerrecht der Züricher Vorortsgemeinde Seebach. Ab 1840 arbeitete er als Lehrer für Mathematik und Naturkunde an der Bezirksschule Böckten. 1847 war er wieder in Zürich und unternahm naturwissenschaftliche Studien. 1848 wurde er Fachlehrer und arbeitete ab 1849 als ständiger Lehrer an der kantonalen Industrieschule für Naturgeschichte. 1852 wechselte er auf das Gymnasium. 1868 wurde er an der Universität Zürich Privatdozent für Zoologie. Er arbeitete auch an der Tierarzneischule und an der Landwirtschaftlichen Schule. Er war mit Conrad von Rappard an der Gründung eines Instituts für Mikroskopie beteiligt und ein bekannter Bienenzüchter. Von 1861 bis 1862 war er Vizepräsident, von 1865 bis 1867 Präsident des Vereins schweizerischer Bienenfreunde. Menzel war von 1863 bis 1866 Redaktor bei der Schweizerischen Bienenzeitung. Seit 1847 war er Mitglied der Naturforschenden Gesellschaft Zürich. Er war Mitbegründer und seit 1858 Mitglied der Schweizerische Entomologischen Gesellschaft.

## Veröffentlichungen (Auswahl)
- Methodischer Handatlas der Naturgeschichte. Mineralogie Zürich 1845.
- Ueber die Lebensweise der Spinnen. Zürich 1849.
- Methodischer Handatlas zum gründlichen Unterricht sowie zur Selbstbelehrung in der Naturgeschichte, insbes. für Studirende, Lehrer. Zürich 1851.
- Ueber den Bau der Chitingebilde im Thierkreise der Arthropoden. Zürich 1855.
- Naturgeschichte der gemeinen Honig- oder Hausbiene, (Apis mellifica L., Abeille domestique, Hive-bee) als Grundlage einer rationellen Bienenzucht. Zürich 1855.
- Forscherleben eines Gehörlosen. (Johann Jakob Bremi) Zürich 1858.
- Zur Geschichte der Biene und ihrer Zucht. Zürich 1865.
- Die Biene in ihren Beziehungen zur Kulturgeschichte und ihr Leben im Kreislaufe des Jahres. Zürich 1869.